# زد رصيدك7
زد رصيدك7 النسخة السابعة من البرنامج الواقعي من تلفزيون الواقع قناة بداية، ويهتم البرنامج بثقافة الكسب والتوفير والتنويع في فقراته من خلال البرامج الترفيهة والثقافية والمهاراية والتطويرية، مدة البرنامج 3 أشهر ويهدف لإستخراج أوجه جديدة بالاعلام وتنمية المواهب الشبابية، يأتي البرنامج على مدار 18 ساعة يومياً من العاشرة صباحاً وحتى الثانية صباحاً خلال 90 يوم على قناة بداية الفضائية يشارك فيه 26 متسابقاً من الخليج والدول العربية يتخلله العديد من الفقرات المسلية والدينية والثقافية التطويرية والمسابقات الحماسية ويعتبر زد رصيدك أشهر برنامج واقعي عربياً والأضخم على مستوى العالم.

## فقرات برنامج زد رصيدك7
- المشراق: تقديم حمد السنيد، فواز الزميع «من السبت إلى الأربعاء» الساعة 9 صباحاً.
- زد بهاراتك: تقديم خالد حامد، إبراهيم السويلم مع الشيف أبو علي «من الأحد إلى الخميس» الساعة 1 مساء.
- التوقيف: تقديم مرجان «من الأحد إلى الخميس» الساعة 3:30 مساء.
- زد خيرك: تقديم ناصر الغامدي «الأحد بعد صلاة المغرب، والأربعاء» الساعة 9:30 مساء.
- السيطرة: تقديم سعد القحطاني «يوم الأحد» الساعة 9 مساء.
- الجدة: تقديم الجدة «يوم الأحد، الأربعاء».
- أحسن القصص: تقديم الشيخ د. بدر بن نادر المشاري «يوم الأثنين» بعد صلاة المغرب.
- الديوانية الثقافية: تقديم فهد الفهيد مع مستشار الديوانية إبراهيم المعطش «يوم الأثنين» الساعة 9:30 مساء.
- الديوانية الفنية: تقديم راجح الحارثي «يوم الجمعة» الساعة 9:30 مساء.
- مسابقة القرية: تقديم تركي محمد «يوم الثلاثاء» الساعة 9:30 مساء.
- كلام اليوم: تقديم هاني العنزي وضيوف البرنامج (علي الغامدي، منصور القرني، حاتم الشهري، وليد الشمري، فواز الحارثي) كل يوم الساعة 12 صباحاً.
- مهارات إعلامية: سعيد الحارثي «يوم الثلاثاء» بعد صلاة المغرب.
- مؤتمر الجمهور: تقديم ناصر الحربي كل يوم جمعة الساعة 8:30 مساء.
- النومنية: تقديم إبراهيم المعيدي «يوم السبت» الساعة 8:30 مساء.
- البرايم: تقديم سامي الجعوني «يوم السبت» الساعة 11 مساء.
- دراما: تقديم خالد الباز «يوم الخميس» الساعة 7:30 مساء.

## متسابقين زد رصيدك7
1. السعودية عبد السلام بن محمد بن سعيد الشهراني (أبو حور)
2. السعودية محمد بن راشد آل عمرة المري
3. الإمارات العربية المتحدة هزاع بن سمره القحطاني
4. السعودية بدر الشمري
5. الأردن بلال الماضي العيسى
6. البحرين محمد بن جخير العرجاني
7. عُمان جابر بن نايع الحكماني
8. السعودية خالد بن محمد الشيباني العتيبي
9. السعودية سعيد القحطاني
10. السعودية سلطان بن منيف السهلي
11. السعودية طلال الوادعي
12. السعودية عبد القادر بن ذيب الشهراني
13. السعودية عبد الله آل نشوان الشهري
14. السعودية عبد الله بن جليغم العجمي
15. سوريا علي بن خالد عبد المعطي
16. السعودية غازي بن فهيد العازمي
17. السعودية غازي بن ربيع الذيابي العتيبي
18. السعودية غازي بن ناصر المطيري
19. السعودية فواز بن عوده العنزي
20. الكويت فيصل بن شافي العازمي
21. السعودية محسن بن تركي آل بريك الدوسري
22. السعودية محمد بن عالي لفيان المطيري (أبو فجر)
23. السعودية محمد بن فلاح القرقاح القحطاني
24. السعودية مقرن بن عبد الله الشواطي القحطاني
25. السعودية عبد الله بن حاضر الحلافي
26. السعودية محمد بن شايع العيافي القحطاني

## الفائزون
| فارس البرنامج | المركز الثاني       | المركز الثالث | النجم الجماهيري | سفير الخير    |
| ------------- | ------------------- | ------------- | --------------- | ------------- |
| غازي الذيابي  | عبد السلام الشهراني | محمد المطيري  | محمد بن جخير    | علي عبدالمعطي |

## وصلات خارجية
- كليب زد رصيدك 7 - حصري على يوتيوب.